# Opisthoncus nigrifemur
Opisthoncus nigrifemur är en spindelart som beskrevs av Embrik Strand 1911. Opisthoncus nigrifemur ingår i släktet Opisthoncus och familjen hoppspindlar. Inga underarter finns listade i Catalogue of Life.